# Tipsport arena (Prague)
Pour les articles homonymes, voir Tipsport arena.
La Tipsport arena est une salle multi-usage construite en 1962 dans la ville de Prague en République tchèque. La salle est sponsorisée par la société Tipsport.

## Histoire
La patinoire accueille depuis les matchs de l'équipe du Sparta Prague de l'Extraliga, la plus haute division de hockey tchèque.
Différents championnats du monde se sont déroulés dans l'enceinte sportive. Les résultats de l'équipe de Tchécoslovaquie dans la T-Mobile Arena sont les suivants :
- 1972 -  médaille d'or
- 1978 -  médaille d'argent
- 1985 -  médaille d'or
- 1992 -  médaille de bronze

Pour l'édition 2004, une nouvelle salle, la Sazka Arena, est construite à Prague et accueille depuis l'autre équipe de la capitale, le Slavia Prague.

## Événements
- Championnats du monde de patinage artistique 1962, 14-17 mars 1962
- Jeux européens en salle 1967, 11 et 12 mars 1967
- Championnat du monde de hockey sur glace 1972
- Championnat du monde de hockey sur glace 1978
- Finale de la Coupe Davis 1980, 5-7 décembre 1980
- Championnat du monde de hockey sur glace 1985
- Championnat du monde masculin de handball 1990
- Championnat du monde de hockey sur glace 1992
- Championnats du monde de patinage artistique 1993

## Galerie

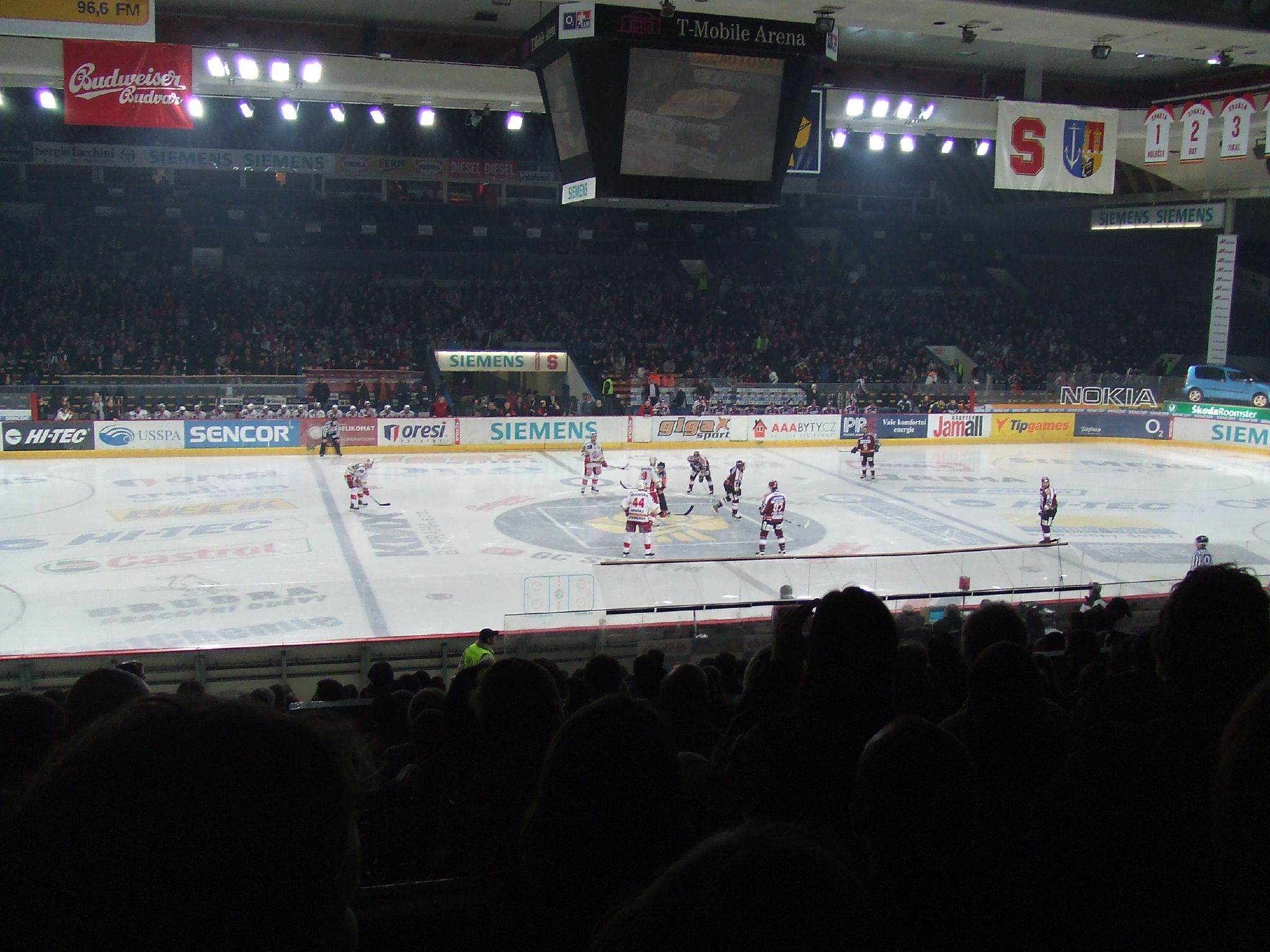
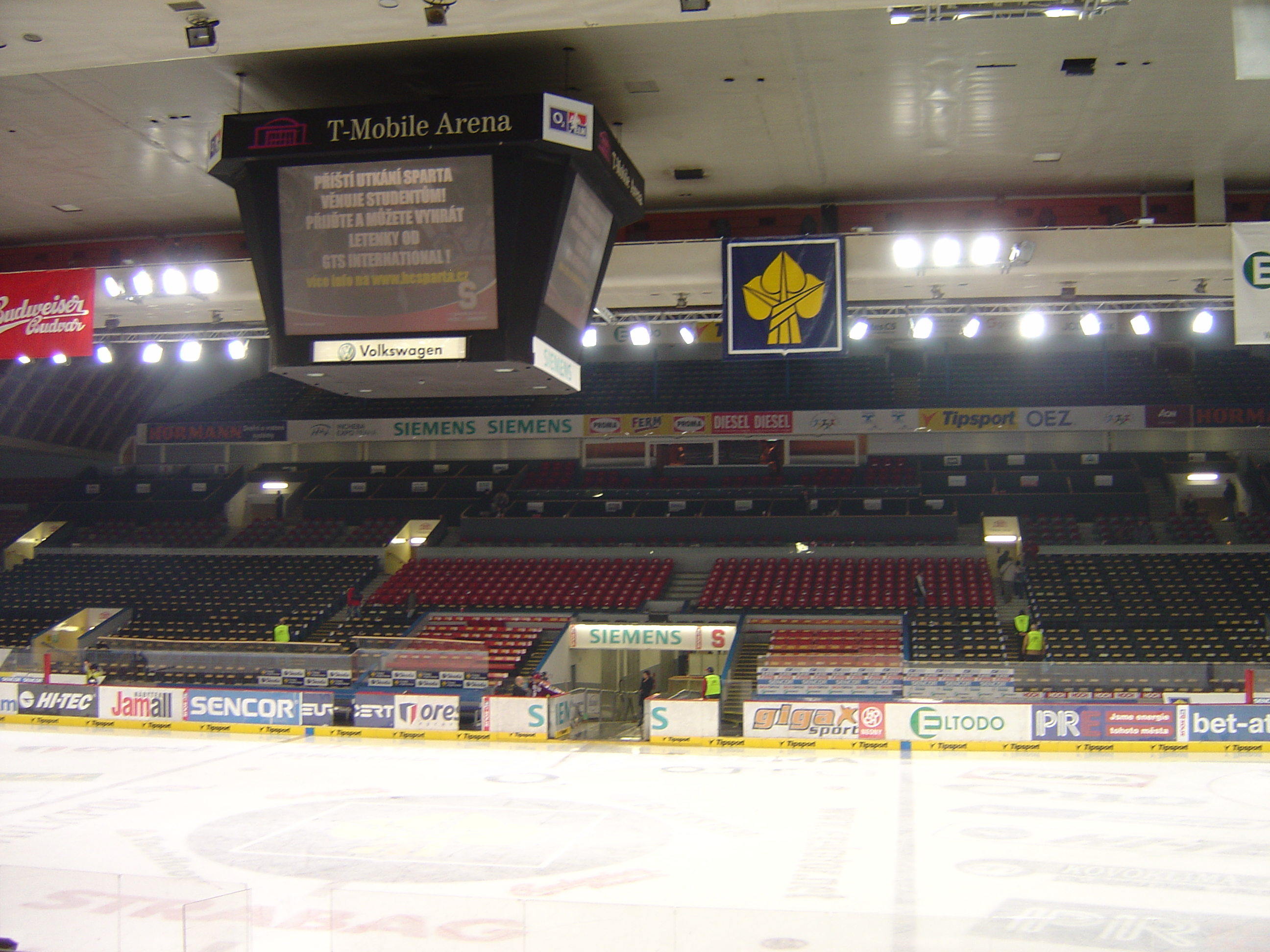